# Jens Schuermans
Jens Schuermans (Genk, 13 februari 1993) is een Belgisch wielrenner. Hij concentreert zich vooral op het mountainbiken, maar is occasioneel ook actief op de weg. Anno 2022 komt hij in het mountainbike uit voor het Franse team SCOTT Creuse Oxygène Guéret. Op de weg rijdt hij voor het continentale BEAT Cycling. 

## Biografie

### Jeugd
De Limburger Jens Schuermans werd geboren in Genk, maar groeide op in Maasmechelen. Hij begon met wielrennen als revalidatie van een voetblessure door het voetballen. Al snel bleek hij aanleg te hebben voor het mountainbiken. In 2009 werd de dan 16-jarige Schuermans vice-Belgisch kampioen. 
In de wielerjaren 2010 en 2011 kwam Schuermans uit bij de junioren. In deze periode behaalde hij ook in het internationale circuit bemoedigende resultaten. Zo behaalde hij in augustus 2010 zijn eerste overwinning in een wereldbeker. Hij won de vijde manche in het Italiaanse Val di Sole. Eerder dat seizoen stond hij ook tijdens de manches van Dalby Forest (tweede) en Houffalize (derde) op het podium. Door deze goede uitslagen werd hij tot de favorieten gerekend voor aanvang van het Wereldkampioenschap. Hij kende echter tegenslag tijdens de wedstrijd en eindigde als 19de op 6′32′′ van winnaar Michiel van der Heijden. In de Wereldbeker van 2011 won Jens Schuermans twee manches. Hij was de sterkste in Dalby Forest en Offenburg. In dat jaar werd hij voor het eerst in zijn nog jonge carrière Belgisch kampioen. In augustus volgde dan ook zijn eerst internationale titel, in het Slowaakse Dohnany won hij de strijd om het Europees kampioenschap. Nadat hij in de tweede van vijf rondes versnelde haalde hij het voor de Brit Grant Ferguson en Maxime Urruty uit Frankrijk. Hij is na Filip Meirhaeghe in 2000 pas de tweede Belg die er in slaagde om Europees mountainbike kampioen te worden.
Met ingang van het seizoen 2012 kwam Schuermans uit bij de beloften, dit zou hij doen in het tenue van team Lingier Versluys. Na een aanpassingsperiode en blessureleed in zijn eerste seizoen als belofte, kwam Jens Schuermans in 2013 weer volledig bovendrijven. Zo won hij dat seizoen een manche in de belangrijke Duitse MTB Bundesliga. Zijn wereldbekerseizoen opende hij met een tweede plek in de manche te Albstadt. Een week later in het Tsjechische Nové Město na Moravě schoot hij wel de hoofdvogel af en kwam zo aan de leiding in  het tussenklassement van de wereldbeker. In de strijd om de Europese titel dat seizoen eindigde de jonge Belgische MTB'er met zilver. Na Jordan Sarrou klopte hij de rest van de achtervolgende groep in de spurt. In voorbereiding op het Wereldkampioenschap te Pietermaritzburg won hij in Beringen de slotmanche van de Belgian MTB Cup, zijn eerste overwinning in een UCI-wedstrijd tussen de profs. Op het WK zelf moest hij na een val in de rockgarden uit de wedstrijd stappen. Als seizoensafsluiter reed Schuermans zijn eerste meerdaagse MTB wedstrijd: de Bridge Cape Pioneer Trek, en dit aan de zijde van de Zuid-Afrikaan James Reid. Samen wonnen ze de 2de, 3de en 6de etappe. Gedurende het wielerseizoen 2014 zou hij amper in door knieproblemen amper in competitieverband treden. Pas begin april 2015 maakte hij zijn comeback in de Volcat Bike, een Spaanse meerdaagse. Hij eindigde er op een 3de plek bij de beloften. Hierna ging zijn vormpiek in stijgende lijn. Op het EK werd de laatstejaars belofte derde. Hij moest er enkel Pablo Rodriguez Guede en Grant Ferguson laten voorgaan. Op het hieropvolgende BK moest hij net zoals op het EK tevreden zijn met brons. Zijn laatste doel van het seizoen waren de Wereldkampioenschappen. Hij zou er uitendelijk als vijfde eindigen, meer dan twee minuten achter winnaar Anton Cooper. 

### Elite
In 2016 maakte Schuermans de overstap naar de elite categorie. In zijn eerste seizoen kwam hij nog uit voor het Versluys team, maar dit team hield na 2016 op te bestaan. Sedert 2017 rijdt hij zijn wedstrijden dan ook in de keuren van de Franse ploeg: Creuse Oxygène Guéret. Als Elite verloor Schuermans anno 2022 nog nooit een Belgische titel in de MTB. Nadat hij in 2016 niet aan de start stond, won hij tussen 2017 en 2022 vijf keer op rij het BK Cross-country. Het BK van 2020 werd afgelast omwille van de Coronapandemie. 
Gedurende zijn profcarrière eindigde Schuermans meermaals in de top tien van een wereldbeker. De eerste keer gebeurde dit in 2019. Te Les Gets eindigde hij in de vierde manche van de wereldber als zevende. Winnaar Nino Schurter was bijna anderhalve minuut sneller aan de eindstreep. In de wereldbeker editie 2022 haalde Schuermans zowel in de manches van Leogang (negende), Vallnord (achtste) en Mont-Sainte-Anne (negende) de top tien. 
Schuermans mocht zijn land reeds tweemaal verdedigen op de Olympische Zomerspelen. In zowel Rio de Janeiro 2016 als de volgende editie van Tokyo 2020 eindigde hij als 18e.

### Wegwielrennen
Naast mountainbike rijd Jens Schuermans ook af en toe wedstrijden op de weg. In 2012 won hij de vierde etappe in de Ronde van Namen. Tussen 2013 en 2014 behoorde hij tot de selectie van de Team 3M wielerploeg. Vanaf 2022 ging hij meer wedstrijden in het wegwielrennen betwisten. Hij tekende een contract bij BEAT Cycling. Zijn beste uitslag op de weg dat seizoen was de vierde plek in het eindklassement van de Flèche du Sud. Voor de eindzege kwam hij 13 seconden te kort, die ging naar zijn landgenoot Thibau Nys. 

## Palmares

### Elite

#### Marathon
2013- 3 zeges
2de, 3de en 6de etappe Bridge Cape Pioneer Trek

#### Cross-country
Overwinningen
| Seizoen | Wereldbeker | OS    | WK    | EK    | BK     | Overige                                                | Totaal aantal zeges |
| Elite   | Elite       | Elite | Elite | Elite | Elite  | Elite                                                  | Elite               |
| ------- | ----------- | ----- | ----- | ----- | ------ | ------------------------------------------------------ | ------------------- |
| 2013    |             | NVT   | NVT   | NVT   | NVT    | Beringen                                               | 1                   |
| 2014    |             | NVT   | NVT   | NVT   | NVT    |                                                        | 0                   |
| 2015    |             | NVT   | NVT   | NVT   | NVT    | Sveti Martin na Muri                                   | 1                   |
| 2016    |             | 18e   | 32e   | 22e   | DNS    |                                                        | 0                   |
| 2017    |             | NVT   | 54e   | DNF   | Goud   |                                                        | 0                   |
| 2018    |             | NVT   | 17e   | 13e   | Goud   |                                                        | 0                   |
| 2019    |             | NVT   | 18e   | DNF   | Goud   | Beringen, Jeumont Wetter                               | 4                   |
| 2020    |             | NVT   | DNS   | DNS   | NVT    |                                                        | 0                   |
| 2021    |             | 18e   | 46e   | 22e   | Goud   |                                                        | 1                   |
| 2022    |             | NVT   | 23e   | 6e    | Goud   |                                                        | 1                   |
| 2023    |             | NVT   | 15e   | 21e   | Zilver | Salamis I, Salamis II, Salamis III, Gueret, Langenlois | 5                   |
| 2024    |             | NVT   | -     | -     | DNF    | Novi Sad I, Novi Sad II                                | 2                   |
|         |             |       |       |       |        |                                                        |                     |
| Totaal  | 0           | 0     | 0     | 0     | 5      | 11                                                     | 16                  |

Resultatentabel
| 2016   | 68e | 74e  | 18e | 32e | 22e | DNS    |  |  |
| 2017   | 22e | 40e  | NVT | 54e | DNF | Goud   |  |  |
| 2018   | 29e | 42e  | NVT | 17e | 13e | Goud   |  |  |
| 2019   | 13e | 16e  | NVT | 18e | DNF | Goud   |  |  |
| 2020   | NVT | 448e | NVT | DNS | DNS | NVT    |  |  |
| 2021   | 34e | 31e  | 18e | 46e | 22e | Goud   |  |  |
| 2022   | 12e | 14e  | NVT | 23e | 6e  | Goud   |  |  |
| 2023   | 15e | 11e  | NVT | 15e | 21e | Zilver |  |  |
|        |     |      |     |     |     |        |  |  |
| Totaal | 0   | 0    | 0   | 0   | 0   | 5      |  |  |

### Jeugd
| Seizoen  | Wereldbeker             | OS       | WK       | EK       | BK       | Overige            | Totaal aantal zeges |
| Junioren | Junioren                | Junioren | Junioren | Junioren | Junioren | Junioren           | Junioren            |
| -------- | ----------------------- | -------- | -------- | -------- | -------- | ------------------ | ------------------- |
| 2010     | Val di Sole             | NVT      | 19e      |          | 5e       |                    | 0                   |
| 2011     | Dalby Forest, Offenburg | NVT      |          | ↑        | Goud     |                    | 4                   |
| Beloften |                         |          |          |          |          |                    |                     |
| 2012     |                         | DNQ      | 6e       |          | 4e       |                    | 0                   |
| 2013     | Nove Mesto              | NVT      | DNF      | ↑        | 4e       | Münsingen, Haiming | 4                   |
| 2014     |                         | NVT      | DNS      | DNS      | DNS      |                    | 0                   |
| 2015     |                         | NVT      | 5e       | ↑        | Brons    |                    | 0                   |

Bernatonis · De Gans · Goovaerts · Heytens · Janssens · Pieters · Ratcliff · Rigaux · Schuermans · Segers · Stevens · Terpstra · Vangheel · Vanhaecke · Verkinderen · Vingerling · Wippert · De Vos (stagiair) · Van Zummeren (stagiair)
De Vos · de Man · Devriendt · Druyts · Franckaert · Janssens · Juodvalkis · Pot · Schuermans · Segers · Sleurs · Stevens · Van Hoovels · M.van Zijl · D.van Zijl · Van Zummeren · Vandenbogaerde · Vanspeybroeck · Vermeulen · Vingerling · Gough (stagiair)